# Syngonanthus reflexus
Syngonanthus reflexus là một loài thực vật có hoa trong họ Eriocaulaceae. Loài này được Gleason miêu tả khoa học đầu tiên năm 1931.